# Superliga Brasileira de Voleibol Masculino de 2019 - Série C
A Superliga Brasileira de Voleibol Masculino de 2019 - Série C foi a segunda edição desta competição organizada pela Confederação Brasileira de Voleibol. Trata-se da terceira divisão do Campeonato Brasileiro de Voleibol Masculino, a principal competição entre clubes de voleibol masculino do Brasil. A Superliga C substituiu a extinta Taça Prata.

## Regulamento
A Superliga Série C de 2019 contou com a presença de 17 equipes distribuídas em 3 sedes. As equipes jogaram entre si, em turno único em sistema de pontos corridos. As equipes campeãs em cada sede na Superliga Série C de 2019 obtiveram o direito à habilitação para a Superliga Série B de 2020, desde que cumpram as exigências constantes no regulamento da competição.
As equipes do Anápolis Vôlei, Vôlei Guarulhos e Caramuru Vôlei conquistaram os seus grupos, como não há disputa direta entre elas, as equipes são consideradas campeãs da edição.

### Critérios de classificação nos grupos
1. Número de vitórias;
2. Pontos;
3. Razão de sets;
4. Razão de pontos;
5. Resultado da última partida entre os times empatados.

- Placar de 3–0 ou 3–1: 3 pontos para o vencedor, nenhum para o perdedor;
- Placar de 3–2: 2 pontos para o vencedor, 1 para o perdedor.
- Em caso de desistência de uma equipe durante a competição, ela será declarada perdedora pela contagem de 3 x 0 (25x00, 25x00, 25x00) em todos os jogos previstos para sua equipe na tabela, para fins de classificação.

## Locais das partidas
| Anápolis                | Joinville                | Araucária                |
| ----------------------- | ------------------------ | ------------------------ |
| Ginásio Newton de Faria | Ginásio AD Embraco       | Ginásio do CSU           |
| Capacidade: 6.000       | Capacidade: desconhecido | Capacidade: desconhecido |

## Equipes participantes
| Sede           | Grupo                             | Equipe             | Cidade              | Temporada 2018 |
| -------------- | --------------------------------- | ------------------ | ------------------- | -------------- |
| Anápolis (GO)  |                                   |                    |                     |                |
| –              | Anápolis Vôlei                    | Anápolis           | Estreante           |                |
| –              | Cidade Viva Vôlei                 | Lucas do Rio Verde | Estreante           |                |
| –              | Paysandu Vôlei                    | Belém              | Estreante           |                |
| –              | Aceo Barreiras                    | Barreiras          | Estreante           |                |
| –              | Sport Recife Vôlei                | Recife             | Estreante           |                |
| Joinville (SC) |                                   |                    |                     |                |
| –              | Amigos Vôlei Joinville            | Joinville          | Estreante           |                |
| –              | Olympico Club                     | Belo Horizonte     | Estreante           |                |
| –              | Uberlândia/Gabarito/Start Química | Uberlândia         | 3º na Sede Lavras   |                |
| –              | Vôlei Guarulhos/Corinthians       | Guarulhos          | 3º na Sede São José |                |
| –              | Náutico Vôlei                     | Recife             | Estreante           |                |
| –              | Liga Paraibana Esportiva          | João Pessoa        | Estreante           |                |
| Araucária (PR) |                                   |                    |                     |                |
| –              | Araucária/ASPMA/Berneck           | Araucária          | Estreante           |                |
| –              | Tijuca                            | Rio de Janeiro     | Estreante           |                |
| –              | Santos Vôlei/Praia Grande         | Praia Grande       | 4º na Sede São José |                |
| –              | Vôlei Aeroclube                   | Natal              | Estreante           |                |
| –              | Remo Vôlei                        | Belém              | Estreante           |                |
| –              | Caramuru Vôlei                    | Ponta Grossa       | Estreante           |                |

## Resultados

### Critérios de desempate
O critério de desempate, entre duas ou mais equipes, obedecerá aos seguintes critérios pela ordem:
- Número de Vitórias;
- Sets average;
- Pontos average;
- Confronto direto (caso haja empate entre duas equipes).
- Sorteio (cujas normas de realização serão definidas pela CBV).

|  | Classificado à Superliga B de 2020 |

### Sede Anápolis
|     |                    |     | Jogos | Jogos | Jogos | Resultados | Resultados | Resultados | Resultados | Resultados | Resultados | Sets | Sets | Sets  | Pontos | Pontos | Pontos |
| Pos | Equipe             | Pts | T     | V     | D     | 3–0        | 3–1        | 3–2        | 2–3        | 1–3        | 0–3        | V    | P    | R     | V      | P      | R      |
| --- | ------------------ | --- | ----- | ----- | ----- | ---------- | ---------- | ---------- | ---------- | ---------- | ---------- | ---- | ---- | ----- | ------ | ------ | ------ |
| 1   | Anápolis Vôlei     | 12  | 4     | 4     | 0     | 4          | 0          | 0          | 0          | 0          | 0          | 12   | 0    | MAX   | 300    | 200    | 1.500  |
| 2   | Sport Recife Vôlei | 6   | 4     | 2     | 2     | 1          | 1          | 0          | 0          | 1          | 1          | 7    | 7    | 1,000 | 332    | 296    | 1.122  |
| 4   | Paysandu Vôlei     | 6   | 4     | 2     | 2     | 1          | 1          | 0          | 0          | 1          | 1          | 7    | 7    | 1,000 | 307    | 306    | 1.003  |
| 3   | Cidade Viva Vôlei  | 6   | 4     | 2     | 2     | 1          | 1          | 0          | 0          | 1          | 1          | 7    | 7    | 1,000 | 307    | 318    | 0.965  |
| 5   | Aceo Barreiras     | 0   | 4     | 0     | 4     | 0          | 0          | 0          | 0          | 0          | 4          | 0    | 12   | 0,000 | 175    | 301    | 0.581  |

| Data   | Hora  |                    | Placar |                    | Set 1 | Set 2 | Set 3 | Set 4 | Set 5 | Total   | Relatório |
| ------ | ----- | ------------------ | ------ | ------------------ | ----- | ----- | ----- | ----- | ----- | ------- | --------- |
| 28 set | 14:00 | Paysandu Vôlei     | 3–1    | Sport Recife Vôlei | 25–23 | 18–25 | 28–26 | 31–29 |       | 102–103 |           |
| 28 set | 17:00 | Aceo Barreiras     | 0–3    | Cidade Viva Vôlei  | 23–25 | 17–25 | 24–26 |       |       | 64–76   |           |
| 29 set | 14:00 | Paysandu Vôlei     | 3–0    | Aceo Barreiras     | 25–19 | 25–9  | 25–6  |       |       | 75–34   |           |
| 29 set | 17:00 | Anápolis Vôlei     | 3–0    | Cidade Viva Vôlei  | 25–14 | 25–19 | 25–17 |       |       | 75–50   |           |
| 30 set | 17:00 | Sport Recife Vôlei | 3–0    | Aceo Barreiras     | 25–10 | 25–10 | 25–12 |       |       | 75–32   |           |
| 30 set | 20:00 | Anápolis Vôlei     | 3–0    | Paysandu Vôlei     | 25–15 | 25–17 | 25–17 |       |       | 75–49   |           |
| 1 out  | 17:00 | Sport Recife Vôlei | 3–1    | Cidade Viva Vôlei  | 25–23 | 25–21 | 23–25 | 25–18 |       | 98–87   |           |
| 1 out  | 20:00 | Anápolis Vôlei     | 3–0    | Aceo Barreiras     | 25–13 | 25–17 | 25–15 |       |       | 75–45   |           |
| 2 out  | 16:00 | Cidade Viva Vôlei  | 3–1    | Paysandu Vôlei     | 19–25 | 25–19 | 25–22 | 25-15 |       | 94–66   |           |
| 2 out  | 19:00 | Anápolis Vôlei     | 3–0    | Sport Recife Vôlei | 25–18 | 25–19 | 25–19 |       |       | 75–56   | Relatório |

### Sede Araucária
|     |                           |     | Jogos | Jogos | Jogos | Resultados | Resultados | Resultados | Resultados | Resultados | Resultados | Sets | Sets | Sets  | Pontos | Pontos | Pontos |
| Pos | Equipe                    | Pts | T     | V     | D     | 3–0        | 3–1        | 3–2        | 2–3        | 1–3        | 0–3        | V    | P    | R     | V      | P      | R      |
| --- | ------------------------- | --- | ----- | ----- | ----- | ---------- | ---------- | ---------- | ---------- | ---------- | ---------- | ---- | ---- | ----- | ------ | ------ | ------ |
| 1   | Caramuru Vôlei            | 14  | 5     | 5     | 0     | 2          | 2          | 1          | 0          | 0          | 0          | 15   | 4    | 3.750 | 457    | 383    | 1.193  |
| 2   | Araucária/ASPMA/Berneck   | 9   | 5     | 3     | 2     | 1          | 2          | 0          | 0          | 2          | 0          | 11   | 8    | 1.375 | 450    | 443    | 1.016  |
| 3   | Santos Vôlei/Praia Grande | 9   | 5     | 3     | 2     | 0          | 2          | 1          | 1          | 0          | 1          | 11   | 10   | 1.100 | 480    | 468    | 1.026  |
| 4   | Tijuca                    | 6   | 5     | 2     | 3     | 1          | 1          | 0          | 0          | 2          | 1          | 8    | 10   | 0.800 | 411    | 419    | 0.981  |
| 5   | Vôlei Aeroclube           | 4   | 5     | 1     | 4     | 0          | 1          | 0          | 1          | 1          | 2          | 6    | 13   | 0.462 | 417    | 446    | 0.935  |
| 6   | Remo Vôlei                | 3   | 5     | 1     | 4     | 0          | 1          | 0          | 0          | 4          | 0          | 7    | 13   | 0.538 | 426    | 482    | 0.884  |

| Data   | Hora  |                           | Placar |                           | Set 1 | Set 2 | Set 3 | Set 4 | Set 5 | Total   | Relatório |
| ------ | ----- | ------------------------- | ------ | ------------------------- | ----- | ----- | ----- | ----- | ----- | ------- | --------- |
| 28 set | 17:30 | Tijuca                    | 1–3    | Remo Vôlei                | 20–25 | 24–26 | 25–23 | 24–26 |       | 93–100  |           |
| 28 set | 19:30 | Araucária/ASPMA/Berneck   | 3–1    | Vôlei Aeroclube           | 25–16 | 25–21 | 24–26 | 25–21 |       | 99–84   |           |
| 28 set | 21:30 | Caramuru Vôlei            | 3–2    | Santos Vôlei/Praia Grande | 25–20 | 20–25 | 29–31 | 25–17 | 15–10 | 114–103 |           |
| 29 set | 16:00 | Caramuru Vôlei            | 3–0    | Vôlei Aeroclube           | 25–20 | 25–16 | 25–22 |       |       | 75–58   |           |
| 29 set | 18:00 | Araucária/ASPMA/Berneck   | 3–1    | Remo Vôlei                | 20–25 | 25–22 | 25–10 | 25–22 |       | 95–79   |           |
| 29 set | 20:00 | Santos Vôlei/Praia Grande | 3–1    | Tijuca                    | 26–24 | 22–25 | 25–21 | 25–18 |       | 98–88   |           |
| 30 set | 16:00 | Vôlei Aeroclube           | 2–3    | Santos Vôlei/Praia Grande | 20–25 | 25–17 | 25–19 | 22–25 | 12–15 | 104–101 |           |
| 30 set | 18:00 | Caramuru Vôlei            | 3-1    | Remo Vôlei                | 25–18 | 20–25 | 25–19 | 25–17 |       | 95–79   |           |
| 30 set | 20:00 | Araucária/ASPMA/Berneck   | 1–3    | Tijuca                    | 24–26 | 27–25 | 16–25 | 10–25 |       | 77–101  |           |
| 1 out  | 16:00 | Tijuca                    | 3–0    | Vôlei Aeroclube           | 25–23 | 25–23 | 25–23 |       |       | 75–69   |           |
| 1 out  | 18:00 | Santos Vôlei/Praia Grande | 3–1    | Remo Vôlei                | 22–25 | 25–21 | 25–14 | 25–12 |       | 97–72   |           |
| 1 out  | 20:00 | Araucária/ASPMA/Berneck   | 1–3    | Caramuru Vôlei            | 20–25 | 25–23 | 22–25 | 22–25 |       | 89–98   |           |
| 2 out  | 16:00 | Vôlei Aeroclube           | 3–1    | Remo Vôlei                | 27–29 | 25–21 | 25–23 | 25–23 |       | 102–96  |           |
| 2 out  | 18:00 | Caramuru Vôlei            | 3–0    | Tijuca                    | 25–12 | 25–21 | 25–21 |       |       | 75–54   | Relatório |
| 2 out  | 20:00 | Araucária/ASPMA/Berneck   | 3–0    | Santos Vôlei/Praia Grande | 25–20 | 36–34 | 29–27 |       |       | 90–81   |           |

### Sede Joinville
|     |                                   |     | Jogos | Jogos | Jogos | Resultados | Resultados | Resultados | Resultados | Resultados | Resultados | Sets | Sets | Sets  | Pontos | Pontos | Pontos |
| Pos | Equipe                            | Pts | T     | V     | D     | 3–0        | 3–1        | 3–2        | 2–3        | 1–3        | 0–3        | V    | P    | R     | V      | P      | R      |
| --- | --------------------------------- | --- | ----- | ----- | ----- | ---------- | ---------- | ---------- | ---------- | ---------- | ---------- | ---- | ---- | ----- | ------ | ------ | ------ |
| 1   | Vôlei Guarulhos/Corinthians       | 14  | 5     | 5     | 0     | 4          | 0          | 1          | 0          | 0          | 0          | 15   | 2    | 7.500 | 401    | 301    | 1.332  |
| 2   | Uberlândia/Gabarito/Start Química | 13  | 5     | 4     | 1     | 2          | 2          | 0          | 1          | 0          | 0          | 14   | 5    | 2.800 | 457    | 362    | 1.262  |
| 3   | Amigos Vôlei Joinville            | 7   | 5     | 2     | 3     | 2          | 0          | 0          | 1          | 1          | 1          | 9    | 9    | 1,000 | 407    | 414    | 0.983  |
| 4   | Liga Paraibana Esportiva          | 5   | 5     | 2     | 3     | 1          | 0          | 1          | 0          | 1          | 2          | 7    | 11   | 0.636 | 373    | 405    | 0.921  |
| 5   | Olympico Club                     | 3   | 5     | 1     | 4     | 0          | 1          | 0          | 0          | 1          | 3          | 4    | 13   | 0.308 | 328    | 405    | 0.810  |
| 6   | Náutico Vôlei                     | 3   | 5     | 1     | 4     | 0          | 1          | 0          | 0          | 1          | 3          | 4    | 13   | 0.308 | 322    | 401    | 0.803  |

| Data  | Hora  |                             | Placar |                             | Set 1 | Set 2 | Set 3 | Set 4 | Set 5 | Total   | Relatório |
| ----- | ----- | --------------------------- | ------ | --------------------------- | ----- | ----- | ----- | ----- | ----- | ------- | --------- |
| 2 out | 16:00 | Olympico Club               | 1–3    | Náutico Vôlei               | 25–14 | 21–25 | 21–25 | 12–25 |       | 79–89   |           |
| 2 out | 18:00 | Uberlândia/Gabarito         | 2–3    | Vôlei Guarulhos/Corinthians | 25–14 | 20–25 | 25–22 | 20–25 | 9–15  | 99–101  |           |
| 2 out | 20:00 | Amigos Vôlei Joinville      | 2–3    | Liga Paraibana Esportiva    | 25–16 | 21–25 | 26–24 | 24–26 | 13–15 | 109–106 |           |
| 3 out | 16:00 | Olympico Club               | 0–3    | Vôlei Guarulhos/Corinthians | 15–25 | 15–25 | 20–25 |       |       | 50–75   |           |
| 3 out | 18:00 | Uberlândia/Gabarito         | 3–0    | Liga Paraibana Esportiva    | 25–16 | 25–20 | 25–15 |       |       | 75–51   |           |
| 3 out | 20:00 | Amigos Vôlei Joinville      | 3–0    | Náutico Vôlei               | 25–22 | 25–23 | 25–23 |       |       | 75–68   |           |
| 4 out | 16:00 | Vôlei Guarulhos/Corinthians | 3–0    | Liga Paraibana Esportiva    | 25–20 | 25–16 | 25–14 |       |       | 75–50   |           |
| 4 out | 18:00 | Uberlândia/Gabarito         | 3–1    | Náutico Vôlei               | 25–14 | 25–19 | 22–25 | 25–9  |       | 97–67   |           |
| 4 out | 20:00 | Amigos Vôlei Joinville      | 3–0    | Olympico Club               | 25–19 | 25–17 | 25–18 |       |       | 75–54   |           |
| 5 out | 16:00 | Liga Paraibana Esportiva    | 3–0    | Náutico Vôlei               | 25–17 | 25–19 | 25–16 |       |       | 75–52   |           |
| 5 out | 18:00 | Uberlândia/Gabarito         | 3–0    | Olympico Club               | 25–16 | 25–18 | 25–17 |       |       | 75–51   |           |
| 5 out | 20:00 | Amigos Vôlei Joinville      | 0–3    | Vôlei Guarulhos/Corinthians | 21–25 | 20–25 | 15–25 |       |       | 56–75   |           |
| 6 out | 16:00 | Náutico Vôlei               | 0–3    | Vôlei Guarulhos/Corinthians | 15–25 | 15–25 | 16–25 |       |       | 46–75   | Relatório |
| 6 out | 18:00 | Liga Paraibana Esportiva    | 1–3    | Olympico Club               | 25–15 | 18–25 | 27–29 | 21–25 |       | 91–94   |           |
| 6 out | 20:00 | Amigos Vôlei Joinville      | 1–3    | Uberlândia/Gabarito         | 15–25 | 21–25 | 38–36 | 18–25 |       | 92–111  |           |

## Equipes classificadas para a Superliga Série B 2020
As seguintes equipes conquistaram o direito ao acesso: 
| Equipe          | Cidade       |
| --------------- | ------------ |
| Anápolis Vôlei  | Anápolis     |
| Caramuru Vôlei  | Ponta Grossa |
| Vôlei Guarulhos | Guarulhos    |